# Vlkov (Náchodi járás)
Vlkov település Csehországban, Náchodi járásban. Vlkov Černožice, Smržov, Smiřice, Jaroměř és Rasošky településekkel határos. Lakosainak száma 383 fő (2024. január 1.).

## Népesség
A település lakosságának változását az alábbi diagram mutatja:
| Lakosok száma | 523  | 574  | 518  | 409  | 411  | 333  | 403  | 390  | 391  | 383  |
|               | 1869 | 1890 | 1921 | 1950 | 1980 | 2001 | 2017 | 2019 | 2022 | 2024 |